# 五十嵐準子
五十嵐 準子（いがらし じゅんこ、1971年12月5日 -　）は北海道出身の日本の柔道家。72kg超級の選手。現役時代の身長は173cm、体重95kg。

## 人物
根室市立啓雲中学からとわの森三愛女子高校へ進学するが、この当時は柔道だけでなくバスケットボールにも取り組んでいた。1年の時には高校選手権72kg超級の決勝で、暫くライバル関係が続くことになる東海大仰星高校1年の松尾徳子に判定で敗れた。2年の時には決勝で松尾を裏投げで破って優勝を飾った。
1990年には国士舘大学へ進学すると、1年の時には全日本選手権の準決勝で世界選手権61kg級3位である筑波大学4年の小林貴子に合技で敗れるも3位入賞を果たした。2年の時には体重別で3位になると、環太平洋柔道選手権大会の無差別ではオール一本勝ちして国際大会初優勝を飾った。強化選手選考会では決勝で山形県教育委員会の坂上洋子に合技で敗れて2位だった。3年の時には新設された女子の優勝大会決勝で東海大学と対戦すると、大将戦で松尾を技ありで破ってチームを優勝へ導いた。無差別で争われる全日本学生選手権では決勝で72kg級の選手である龍谷大学3年の増田仁子と対戦すると、効果をリードしながら縺れたところを崩上四方固で抑え込まれて逆転負けを喫した。強化選手選考会では決勝で柳川高校1年の阿武教子に背負落で敗れた。福岡国際の無差別では2回戦で中国の喬艶敏に崩上四方固で敗れると、3位決定戦でも阿武に袈裟固で敗れて5位だった。4年の時には正力杯の66kg超級決勝で拓殖大学3年の室井奈々恵と対戦すると、指導でリードしながら終盤に払巻込で有効を取られて2位に終わった。優勝大会ではチームの2連覇に貢献したものの、全日本学生選手権では準決勝で筑波大学1年の吉田早希に判定で敗れて3位だった。
1994年には相馬女子高校の教員になった。

## 主な戦績
(階級表記のない大会は全て72kg超級での成績)
- 1988年 -　高校選手権　2位
- 1988年 -　強化選手選考会　3位
- 1989年 -　高校選手権　優勝
- 1989年 -　強化選手選考会　3位
- 1990年 -　全日本選手権　3位
- 1991年 -　体重別　3位
- 1991年 -　環太平洋柔道選手権大会　優勝　無差別
- 1991年 -　強化選手選考会　2位
- 1992年 -　優勝大会　優勝
- 1992年 -　全日本学生選手権　2位
- 1992年 -　強化選手選考会　2位
- 1992年 -　福岡国際　5位　無差別
- 1993年　- 正力杯　2位66kg超級
- 1993年 -　優勝大会　優勝
- 1993年 -　全日本学生選手権　3位　無差別

(出典、JudoInside.com)。